# 자오러지
자오러지(중국어 간체자: 赵乐际, 정체자: 趙樂際, 병음: Zhào Lèjì, 한자음: 조락제, 1957년 3월 8일 ~ )는 중화인민공화국의 정치인이다. 제20기 중국공산당 중앙정치국 상무위원이며, 전국인민대표대회 상무위원장이다.

## 생애

### 유년기
1957년 산시성 시안시에서 태어났다. 1975년에 중국 공산당에 입당했으며, 1977년 베이징 대학에 입학하여, 1980년까지 철학을 전공했다. 

### 중국공산당 입당
이듬 해부터 칭하이성의 상업학교에서 3년 동안 교사 겸 공청단 서기로 재직하였으며, 칭하이성 성정부에 들어간 뒤 상업 관리 분야에서 오랫동안 공직을 맡았다.
1995년 칭하이성 부성장, 1999년 칭하이성 대리 성장을 거쳐, 2003년~2007년 칭하이성 당 서기를 역임한 이후, 2007년에는 산시성 당위원회 서기로 선출되었다.

### 중국공산당 중앙정치국 위원 및 상무위원
제16기와 제17기 중국공산당 중앙위원회 위원, 제18기에 중국공산당 중앙정치국 위원 겸 중국공산당 중앙조직부 부장을 지냈으며, 제19기에는 중국공산당 중앙정치국 상무위원에 선출된 뒤 중국공산당 중앙기율검사위원회 서기를 맡았다. 제20기에도 중국공산당 중앙정치국 상무위원에 선출되었으며, 의전서열이 세 번째로, 현재 전국인민대표대회 상무위원장이다.